# 成田徳之進
成田 徳之進（なりた とくのしん、1856年（安政3年） - 1936年（昭和11年））は日本の政治家。青森県弘前市長。

## 来歴
1879年、青森県師範学校卒。北津軽郡教督となる。その後、東津軽郡書記となり、20年間務める。1933年、政友会の後押しを受け、弘前市長に就任する。当初、政友会は市長に元市長の石郷岡文吉を推したが、反政友会派は吉岡文蔵を推した。そのため、市長候補を元市会議長の三上直吉に変更、反政友会派も元市会議長の東海健蔵に変えた。投票では15対14の1票差で三上となったが、反政友会派はこれを認めず、東海を市長にした。そのため、市長が二人いるという前代未聞の事態となった。事態を重く見た青森県は選挙のやり直しを命じ、市長選はやり直しとなり、政友会に推された成田と反政友会派の東海の争いとなり、再選挙の結果、成田が勝利した。この政争には市民からも批判を浴び、集会が開かれたほどだった。こうして、成田は市政健全化に采配を振るったが、翌年、名古屋で行われた全国市長会議の帰りに寄った東京で事故に遭い、右足を骨折し、長く病床に伏すこととなり、志半ばで市長を辞任することとなった。辞任後の1936年に死去した。